# Zachaenus parvulus
Zachaenus parvulus es una especie de anfibio anuro de la familia Cycloramphidae. Es  endémica del sudeste de Brasil: Espírito Santo, São Paulo y Río de Janeiro.